# Balacra preussi
Balacra preussi là một loài bướm đêm thuộc phân họ Arctiinae, họ Erebidae.